# Mùa giải quần vợt năm 2024 của Novak Djokovic
Mùa giải quần vợt năm 2024 của Novak Djokovic chính thức bắt đầu vào ngày 31 tháng 12 năm 2023 tại giải United Cup 2024, và kết thúc vào ngày 13 tháng 10 năm 2024 sau khi Djokovic để thua trước Sinner trong trận chung kết giải Thượng Hải Masters.
Trong mùa giải này, Djokovic:
- Trở thành tay vợt số 1 thế giới cao tuổi nhất mọi thời đại (37 năm, 18 ngày).[3]
- Trở thành tay vợt thứ ba hoàn thành Slam Vàng sự nghiệp, tay vợt thứ hai hoàn thành Super Slam sự nghiệp & tay vợt đầu tiên vô địch tất cả các danh hiệu lớn[a]
- Trở thành tay vợt thứ ba trong Kỷ nguyên Mở có 1,100 trận thắng ở cấp độ tour, sau Jimmy Connors và Roger Federer.[4]
- Trở thành tay vợt đầu tiên trong lịch sử lọt vào vòng bán kết tại 4 kỳ Thế vận hội khác nhau.
- Trở thành tay vợt cao tuổi nhất giành huy chương vàng Thế vận hội ở nội dung đơn nam & lọt vào trận chung kết Thế vận hội đầu tiên trong sự nghiệp, vượt qua thành tích giành huy chương đồng trước đó vào năm 2008.
- Trở thành tay vợt đầu tiên đạt được 90 trận thắng tại mỗi giải Grand Slam trong Kỷ nguyên Mở.
- Kéo dài kỷ lục 13 trận thắng ở nội dung đơn Thế vận hội (trước đó bằng với Federer) lên 19 trận.
- Kéo dài kỷ lục 405 tuần trong Kỷ nguyên Mở giữ vị trí số 1 thế giới lên 428 tuần.
- Kéo dài kỷ lục 71 danh hiệu lớn trong Kỷ nguyên Mở lên 72.
- Kéo dài kỷ lục 36 lần lọt vào trận chung kết đơn nam Grand Slam lên 37 lần.
- Kéo dài kỷ lục 47 lần lọt vào vòng bán kết đơn nam Grand Slam lên 49 lần.
- Kéo dài kỷ lục 31 lần xếp loại hạt giống số 1 ở Grand Slam lên 33 lần.
- Kéo dài kỷ lục 76 lần lọt vào vòng bán kết Masters 1000 (trước đó bằng với Nadal) lên 78 lần.
- Kéo dài kỷ lục 58 lần lọt vào trận chung kết Masters 1000 lên 59 lần.
- Kéo dài kỷ lục 257 trận thắng trước các tay vợt xếp hạng top 10 ở đơn nam trong Kỷ nguyên Mở lên 259 trận thắng.
- Vượt qua kỷ lục 58 lần lọt vào vòng tứ kết đơn nam Grand Slam của Roger Federer (với 60 lần).
- Vượt qua kỷ lục 369 trận thắng ở Grand Slam của Roger Federer (với 377 trận thắng).[5]
- Vượt qua kỷ lục số mùa giải có ít nhất một lần lọt vào trận chung kết Grand Slam của Rafael Nadal và Roger Federer (với 16 lần).
- Cân bằng kỷ lục 17 mùa giải liên tiếp có ít nhất một lần lọt vào vòng bán kết ATP Masters 1000 mỗi mùa của Nadal.
- Duy trì kỷ lục tỷ lệ chiến thắng cao nhất (tối thiểu 500 trận thắng) ở đơn nam trong Kỷ nguyên Mở với 83.51% (1124–222).

## Tóm tắt năm

### Mùa giải sân cứng đầu năm

#### United Cup
Djokovic đại diện cho đội Serbia ở giải United Cup. Serbia nằm ở bảng E cùng với các đội Trung Quốc và Cộng hòa Séc. Serbia khởi đầu bằng chiến thắng 2-1 trước Trung Quốc, với Djokovic đánh bại Zhizhen Zhang ở trận đấu đơn, và ở trận đấu đôi, anh và Olga Danilovic đánh bại Zhang và Qinwen Zheng. Serbia sau đó đánh bại Cộng hòa Séc với tỷ số 2-1, với Djokovic thắng trận trận đấu đơn trước Jiri Lehecka sau ba set. Serbia đứng đầu bảng E và lọt vào vòng tứ kết. 
Nhưng sau trận đấu với Lehecka, Djokovic gặp vấn đề với chấn thương ở cổ tay. Trong trận tứ kết với đội chủ nhà Úc, Djokovic thua trước Alex De Minaur sau hai set. Serbia sau đó thua Úc 3-0 và bị loại khỏi United Cup.

#### Giải quần vợt Úc Mở rộng
Djokovic lọt vào vòng bán kết và để thua trước Jannik Sinner sau bốn set. Đây là trận thua đầu tiên của anh ở vòng bán kết hoặc trận chung kết tại Úc Mở rộng (trước đó thành tích của anh là 10-0 ở bán kết và 20-0 ở cả bán kết và chung kết cộng lại).

#### Indian Wells Open
Djokovic được miễn vòng 1 ở giải Indian Wells Open và đánh bại Aleksandar Vukic sau ba set ở vòng 2. Anh sau đó để thua trước tay vợt thua cuộc may mắn Luca Nardi (xếp hạng #123 thế giới tại thời điểm diễn ra trận đấu) sau ba set ở vòng 3. Nardi trở thành tay vợt có thứ hạng thấp nhất đánh bại Djokovic ở một giải Masters 1000 hoặc Grand Slam.

### Mùa giải sân đất nện

#### Monte-Carlo Masters
Djokovic thua ở vòng bán kết trước Casper Ruud sau ba set, 4–6, 6-1, 4-6.

#### Internazionali BNL d'Italia
Djokovic thua ở vòng 3 trước Alejandro Tabilo sau hai set, 6–2, 6–3. Đây là trận thắng đầu tiên của Tabilo trước Djokovic.

#### Geneva Open
Djokovic thua ở vòng bán kết trước Tomáš Macháč sau ba set, 4–6, 6-0, 1-6.

#### Giải quần vợt Pháp Mở rộng
Djokovic rút lui khỏi Giải quần vợt Pháp Mở rộng do chấn thương sụn chêm ở đầu gối phải trước trận tứ kết với Casper Ruud.

### Mùa giải sân cỏ

#### Wimbledon
Trong trận chung kết, Djokovic đối đầu với Carlos Alcaraz. Tại đây, Djokovic để thua trước Carlos Alcaraz sau ba set, 2–6, 2–6, 6–7(4–7).

### Thế vận hội

#### Thế vận hội Mùa hè Paris 2024
Djokovic tham dự Thế vận hội Paris 2024 với tư cách hạt giống số 1. Anh lần lượt vượt qua Matthew Ebden, Rafael Nadal, Dominik Koepfer, Stefanos Tsitsipas và Lorenzo Musetti để lọt vào trận tranh huy chương vàng Thế vận hội đầu tiên trong sự nghiệp. Djokovic sau đó đánh bại Carlos Alcaraz sau hai set, 7–6(7–3), 7–6(7–2) để giành huy chương vàng Thế vận hội, trong một trận đấu kéo dài 2 giờ 50 phút mà không tay vợt nào để thua game giao bóng của mình. Với chiến thắng này, anh trở thành tay vợt cao tuổi nhất giành huy chương vàng Thế vận hội ở nội dung đơn nam cũng như là tay vợt duy nhất vô địch được tất cả các danh hiệu lớn, sau khi đã hoàn thành cả Super Slam sự nghiệp và Slam Vàng sự nghiệp.

### Mùa giải sân cứng ngoài trời

#### Giải quần vợt Mỹ Mở rộng
Sau chiến thắng ở vòng 2, Novak Djokovic đã đạt được 90 trận thắng tại Mỹ Mở rộng trong sự nghiệp, trở thành tay vợt duy nhất có 90 trận thắng trở lên tại mỗi giải Grand Slam. Ở vòng 3, anh để thua trước Alexei Popyrin sau bốn set, 4–6, 4–6, 6–2, 4–6. Đây là lần đầu tiên Djokovic kết thúc mùa giải mà không giành được một danh hiệu Grand Slam trong một năm dương lịch kể từ năm 2017.

### Mùa giải sân cứng trong nhà

#### Shanghai Masters
Trong trận chung kết, Djokovic đối đầu với Jannik Sinner. Tại đây, Djokovic để thua trước Jannik Sinner sau hai set, 6–7(4–7), 3–6. 

#### ATP Finals
Djokovic rút lui khỏi giải ATP Finals cuối năm do chấn thương.

## Tất cả các trận đấu
Bảng dưới đây liệt kê tất cả các trận đấu của Novak Djokovic trong năm 2024.
| VĐ | CK | BK | TK | V# | RR | Q# | A |  | Z# | PO | G | F-S | SF-B | NMS | NH |

### Đơn
| Giải đấu | Trận | Vòng                         | Đối thủ | Xếp hạng  | Kết quả                      | Tỷ số |
| --- | ---- | ---------------------------- | ------- | --------- | ---------------------------- | ----- |
| United Cup Perth, Úc Cứng 29 tháng 12 năm 2023 – 7 tháng 1 năm 2024                                               |      |                              |         |           |                              |       |
| 1 / 1301 | VB   | Zhang Zhizhen                | 58      | Thắng     | 6–3, 6–2                     |       |
| 2 / 1302 | VB   | Jiří Lehečka                 | 31      | Thắng     | 6–1, 6–7(2–7), 6–1           |       |
| 3 / 1303 | TK   | Alex de Minaur               | 12      | Thua      | 4–6, 4–6                     |       |
| |      |                              |         |           |                              |       |
| Giải quần vợt Úc Mở rộng Melbourne, Úc Grand Slam Cứng, ngoài trời 14 – 28 tháng 1 năm 2024                       |      |                              |         |           |                              |       |
| 4 / 1304 | V1   | Dino Prižmić (Q)             | 187     | Thắng     | 6–2, 6–7(5–7), 6–3, 6–4      |       |
| 5 / 1305 | V2   | Alexei Popyrin               | 43      | Thắng     | 6–3, 4–6, 7–6(7–4), 6–3      |       |
| 6 / 1306 | V3   | Tomás Martín Etcheverry (30) | 32      | Thắng     | 6–3, 6–3, 7–6(7–2)           |       |
| 7 / 1307 | V4   | Adrian Mannarino (20)        | 19      | Thắng     | 6–0, 6–0, 6–3                |       |
| 8 / 1308 | TK   | Taylor Fritz (12)            | 12      | Thắng     | 7–6(7–3), 4–6, 6–2, 6–3      |       |
| 9 / 1309 | BK   | Jannik Sinner (4)            | 4       | Thua      | 1–6, 2–6, 7–6(8–6), 3–6      |       |
| |      |                              |         |           |                              |       |
| Indian Wells Open Indian Wells, Hoa Kỳ ATP Tour Masters 1000 Cứng, ngoài trời 6 – 17 tháng 3 năm 2024             |      |                              |         |           |                              |       |
| – | V1   | Miễn                         | Miễn    | Miễn      | Miễn                         |       |
| 10 / 1310 | V2   | Aleksandar Vukic             | 69      | Thắng     | 6–2, 5–7, 6–3                |       |
| 11 / 1311 | V3   | Luca Nardi (LL)              | 123     | Thua      | 4–6, 6–3, 3–6                |       |
| |      |                              |         |           |                              |       |
| Miami Open Miami Gardens, Hoa Kỳ ATP Tour Masters 1000 Cứng, ngoài trời 20 – 31 tháng 3 năm 2024                  |      |                              |         |           |                              |       |
| Rút lui |      |                              |         |           |                              |       |
| |      |                              |         |           |                              |       |
| Monte-Carlo Masters Roquebrune-Cap-Martin, Pháp ATP Tour Masters 1000 Đất nện, ngoài trời 7 – 14 tháng 4 năm 2024 |      |                              |         |           |                              |       |
| – | V1   | Miễn                         | Miễn    | Miễn      | Miễn                         |       |
| 12 / 1312 | V2   | Roman Safiullin              | 41      | Thắng     | 6–1, 6–2                     |       |
| 13 / 1313 | V3   | Lorenzo Musetti              | 24      | Thắng     | 7–5, 6–3                     |       |
| 14 / 1314 | TK   | Alex de Minaur (11)          | 11      | Thắng     | 7–5, 6–4                     |       |
| 15 / 1315 | BK   | Casper Ruud (8)              | 10      | Thua      | 4–6, 6–1, 4–6                |       |
| |      |                              |         |           |                              |       |
| Internazionali BNL d'Italia Rome, Ý ATP Tour Masters 1000 Đất nện, ngoài trời 8 – 19 tháng 5 năm 2024             |      |                              |         |           |                              |       |
| – | V1   | Miễn                         | Miễn    | Miễn      | Miễn                         |       |
| 16 / 1316 | V2   | Corentin Moutet (LL)         | 83      | Thắng     | 6–3, 6–1                     |       |
| 17 / 1317 | V3   | Alejandro Tabilo (29)        | 32      | Thua      | 2–6, 3–6                     |       |
| |      |                              |         |           |                              |       |
| Geneva Open Geneva, Thụy Sĩ ATP Tour 250 Đất nện, ngoài trời 18 – 25 tháng 5 năm 2024                             |      |                              |         |           |                              |       |
| – | V1   | Miễn                         | Miễn    | Miễn      | Miễn                         |       |
| 18 / 1318 | V2   | Yannick Hanfmann             | 85      | Thắng     | 6–3, 6–3                     |       |
| 19 / 1319 | TK   | Tallon Griekspoor (6)        | 27      | Thắng     | 7–5, 6–1                     |       |
| 20 / 1320 | BK   | Tomáš Macháč                 | 44      | Thua      | 4–6, 6–0, 1–6                |       |
| |      |                              |         |           |                              |       |
| Giải quần vợt Pháp Mở rộng Paris, Pháp Grand Slam Đất nện, ngoài trời 26 tháng 5 – 9 tháng 6 năm 2024             |      |                              |         |           |                              |       |
| 21 / 1321 | V1   | Pierre-Hugues Herbert (WC)   | 142     | Thắng     | 6–4, 7–6(7–3), 6–4           |       |
| 22 / 1322 | V2   | Roberto Carballés Baena      | 63      | Thắng     | 6–4, 6–1, 6–2                |       |
| 23 / 1323 | V3   | Lorenzo Musetti (30)         | 30      | Thắng     | 7–5, 6–7(6–8), 2–6, 6–3, 6–0 |       |
| 24 / 1324 | V4   | Francisco Cerúndolo (23)     | 27      | Thắng     | 6–1, 5–7, 3–6, 7–5, 6–3      |       |
| – | TK   | Casper Ruud (7)              | 7       | Rút lui   | N/A                          |       |
| |      |                              |         |           |                              |       |
| Wimbledon Luân Đôn, Vương quốc Liên hiệp Anh và Bắc Ireland Grand Slam Cỏ, ngoài trời 1 – 14 tháng 7 năm 2024     |      |                              |         |           |                              |       |
| 25 / 1325 | V1   | Vít Kopřiva (Q)              | 123     | Thắng     | 6–1, 6–2, 6–2                |       |
| 26 / 1326 | V2   | Jacob Fearnley (WC)          | 277     | Thắng     | 6–3, 6–4, 5–7, 7–5           |       |
| 27 / 1327 | V3   | Alexei Popyrin               | 47      | Thắng     | 4–6, 6–3, 6–4, 7–6(7–3)      |       |
| 28 / 1328 | V4   | Holger Rune (15)             | 15      | Thắng     | 6–3, 6–4, 6–2                |       |
| – | TK   | Alex de Minaur (9)           | 9       | Walkover  | N/A                          |       |
| 29 / 1329 | BK   | Lorenzo Musetti (25)         | 25      | Thắng     | 6–4, 7–6(7–2), 6–4           |       |
| 30 / 1330 | CK   | Carlos Alcaraz (3)           | 3       | Thua (1)  | 2–6, 2–6, 6–7(4–7)           |       |
| |      |                              |         |           |                              |       |
| Thế vận hội Mùa hè Paris, Pháp Thế vận hội Đất nện, ngoài trời 27 tháng 7 – 4 tháng 8 năm 2024                    |      |                              |         |           |                              |       |
| 31 / 1331 | V1   | Matthew Ebden (Alt)          | –       | Thắng     | 6–0, 6–1                     |       |
| 32 / 1332 | V2   | Rafael Nadal (PR)            | 161     | Thắng     | 6–1, 6–4                     |       |
| 33 / 1333 | V3   | Dominik Koepfer              | 70      | Thắng     | 7–5, 6–3                     |       |
| 34 / 1334 | TK   | Stefanos Tsitsipas (8)       | 11      | Thắng     | 6–3, 7–6(7–3)                |       |
| 35 / 1335 | BK   | Lorenzo Musetti (11)         | 16      | Thắng     | 6–4, 6–2                     |       |
| 36 / 1336 | HCV  | Carlos Alcaraz (2)           | 3       | Thắng (1) | 7–6(7–3), 7–6(7–2)           |       |
| |      |                              |         |           |                              |       |
| Canadian Open Montreal, Canada ATP Tour Masters 1000 Cứng, ngoài trời 6 – 12 tháng 8 năm 2024                     |      |                              |         |           |                              |       |
| Rút lui |      |                              |         |           |                              |       |
| |      |                              |         |           |                              |       |
| Cincinnati Open Cincinnati, Hoa Kỳ ATP Tour Masters 1000 Cứng, ngoài trời 12 – 19 tháng 8 năm 2024                |      |                              |         |           |                              |       |
| Rút lui |      |                              |         |           |                              |       |
| |      |                              |         |           |                              |       |
| Giải quần vợt Mỹ Mở rộng Thành phố New York, Hoa Kỳ Grand Slam Cứng, ngoài trời 26 tháng 8 – 8 tháng 9 năm 2024   |      |                              |         |           |                              |       |
| 37 / 1337 | V1   | Radu Albot (Q)               | 138     | Thắng     | 6–2, 6–2, 6–4                |       |
| 38 / 1338 | V2   | Laslo Djere                  | 109     | Thắng     | 6–4, 6–4, 2–0 bỏ cuộc        |       |
| 39 / 1339 | V3   | Alexei Popyrin (28)          | 28      | Thua      | 4–6, 4–6, 6–2, 4–6           |       |
| |      |                              |         |           |                              |       |
| Davis Cup Nhóm Thế giới Belgrade, Serbia Davis Cup Cứng, trong nhà 14 – 15 tháng 9 năm 2024                       |      |                              |         |           |                              |       |
| 40 / 1340 | RR   | Ioannis Xilas                | 770     | Thắng     | 6–0, 6–1                     |       |
| |      |                              |         |           |                              |       |
| Shanghai Masters Thượng Hải, Trung Quốc ATP Tour Masters 1000 Cứng, ngoài trời 2 – 13 tháng 10 năm 2024           |      |                              |         |           |                              |       |
| – | V1   | Miễn                         | Miễn    | Miễn      | Miễn                         |       |
| 41 / 1341 | V2   | Alex Michelsen               | 43      | Thắng     | 7–6(7–3), 7–6(11–9)          |       |
| 42 / 1342 | V3   | Flavio Cobolli (28)          | 30      | Thắng     | 6–1, 6–2                     |       |
| 43 / 1343 | V4   | Roman Safiullin              | 61      | Thắng     | 6–3, 6–2                     |       |
| 44 / 1344 | TK   | Jakub Menšík                 | 65      | Thắng     | 6–7(4–7), 6–1, 6–4           |       |
| 45 / 1345 | BK   | Taylor Fritz (7)             | 7       | Thắng     | 6–4, 7–6(8–6)                |       |
| 46 / 1346 | CK   | Jannik Sinner (1)            | 1       | Thua (2)  | 6–7(4–7), 3–6                |       |
| |      |                              |         |           |                              |       |
| Paris Masters Paris, Pháp ATP Tour Masters 1000 Cứng, trong nhà 28 tháng 10 – 3 tháng 11 năm 2024                 |      |                              |         |           |                              |       |
| Rút lui |      |                              |         |           |                              |       |
| |      |                              |         |           |                              |       |
| ATP Finals Turin, Ý ATP Finals Cứng, trong nhà 10 – 17 tháng 11 năm 2024                                          |      |                              |         |           |                              |       |
| Rút lui |      |                              |         |           |                              |       |
| |      |                              |         |           |                              |       |

### Đôi
| Giải đấu | Trận | Vòng                                | Đối thủ   | Xếp hạng | Kết quả       | Tỷ số |
| --- | ---- | ----------------------------------- | --------- | -------- | ------------- | ----- |
| Davis Cup Nhóm Thế giới Belgrade, Serbia Davis Cup Cứng, trong nhà 14 – 15 tháng 9 năm 2024 Đồng đội: Hamad Medjedovic |      |                                     |           |          |               |       |
| 1 / 144 | RR   | Demetris Azoides / Petros Tsitsipas | 1263 / 77 | Thắng    | 6–3, 3–6, 6–3 |       |
| |      |                                     |           |          |               |       |

### Đôi nam nữ
| Giải đấu                                                                                     | Trận | Vòng                         | Đối thủ | Xếp hạng | Kết quả          | Tỷ số |
| -------------------------------------------------------------------------------------------- | ---- | ---------------------------- | ------- | -------- | ---------------- | ----- |
| United Cup Perth, Úc Cứng 29 tháng 12 năm 2023 – 7 tháng 1 năm 2024 Đồng đội: Olga Danilović |      |                              |         |          |                  |       |
| 1 / 4                                                                                        | VB   | Zheng Qinwen / Zhang Zhizhen | – / 627 | Thắng    | 6–4, 1–6, [10–6] |       |
|                                                                                              |      |                              |         |          |                  |       |

## Giao hữu

### Đơn
| Giải đấu | Trận         | Vòng                  | Đối thủ | Xếp hạng | Kết quả            | Tỷ số |
| --- | ------------ | --------------------- | ------- | -------- | ------------------ | ----- |
| Riyadh Season Tennis Cup Riyadh, Ả Rập Xê Út Cứng, ngoài trời 27 tháng 12 năm 2023                                 |              |                       |         |          |                    |       |
| 1 | PO           | Carlos Alcaraz        | 2       | Thua     | 6–4, 4–6, 4–6      |       |
| |              |                       |         |          |                    |       |
| Australian Open Opening Week Melbourne, Úc Cứng, ngoài trời 11 tháng 1 năm 2024                                    |              |                       |         |          |                    |       |
| 2 | PO           | Stefanos Tsitsipas    | 7       | Thắng    | 6–3                |       |
| |              |                       |         |          |                    |       |
| Giorgio Armani Tennis Classic Luân Đôn, Vương quốc Liên hiệp Anh và Bắc Ireland Cỏ, ngoài trời 28 tháng 6 năm 2024 |              |                       |         |          |                    |       |
| 3 | PO           | Daniil Medvedev       | 5       | Thắng    | 6–3, 6–4           |       |
| |              |                       |         |          |                    |       |
| Grigor Dimitrov Foundation Sofia, Bulgaria Cứng, trong nhà 17 tháng 9 năm 2024                                     |              |                       |         |          |                    |       |
| 4 | PO           | Grigor Dimitrov       | 10      | Thua     | 4–6, 6–2, [6–10]   |       |
| |              |                       |         |          |                    |       |
| 6 Kings Slam Riyadh, Ả Rập Xê Út Cứng, ngoài trời 16 – 19 tháng 10 năm 2024                                        |              |                       |         |          |                    |       |
| 5 | BK           | Jannik Sinner         | 1       | Thua     | 2–6, 7–6(7–0), 4–6 |       |
| 6 | Tranh hạng 3 | Rafael Nadal          | 153     | Thắng    | 6–2, 7–6(7–5)      |       |
| El Último Desafío Buenos Aires, Argentina Cứng, ngoài trời 1 tháng 12 năm 2024                                     |              |                       |         |          |                    |       |
| 7 | PO           | Juan Martín del Potro | –       | Thua     | 4–6, 5–7           |       |
| |              |                       |         |          |                    |       |

### Đôi
| Giải đấu                                                                                           | Trận | Vòng                          | Đối thủ | Xếp hạng | Kết quả | Tỷ số |
| -------------------------------------------------------------------------------------------------- | ---- | ----------------------------- | ------- | -------- | ------- | ----- |
| The Fan Week Exhibition Thành phố New York, Hoa Kỳ Cứng 21 tháng 8 năm 2024 Đồng đội: John McEnroe |      |                               |         |          |         |       |
| 1                                                                                                  | PO   | Carlos Alcaraz / Andre Agassi | – / –   | Thắng    | [10–8]  |       |
| |      |                               |         |          |         |       |

### Đôi nam nữ
| Giải đấu                                                                                  | Trận | Vòng                                      | Đối thủ | Xếp hạng | Kết quả | Tỷ số |
| ----------------------------------------------------------------------------------------- | ---- | ----------------------------------------- | ------- | -------- | ------- | ----- |
| El Último Desafío Buenos Aires, Argentina Cứng 1 tháng 12 năm 2024 Đồng đội: Gisela Dulko |      |                                           |         |          |         |       |
| 1                                                                                         | PO   | Gabriela Sabatini / Juan Martín del Potro | – / –   | Thua     | 1–2     |       |
|                                                                                           |      |                                           |         |          |         |       |

## Lịch thi đấu
Dưới đây là lịch thi đấu năm 2024 của Novak Djokovic.

### Đơn
| Ngày                                       | Giải đấu                    | Địa điểm                    | Thể loại           | Mặt sân            | Kết quả trước      | Điểm trước | Điểm mới | Kết quả                                                         |
| ------------------------------------------ | --------------------------- | --------------------------- | ------------------ | ------------------ | ------------------ | ---------- | -------- | --------------------------------------------------------------- |
| 1 tháng 1 năm 2024– 7 tháng 1 năm 2024     | United Cup                  | Perth/Sydney (AUS)          | United Cup         | Cứng               | N/A                | 0          | 60       | Tứ kết ( Serbia thua trước Úc, 0–3)                             |
| 8 tháng 1 năm 2024– 14 tháng 1 năm 2024    | Adelaide International      | Adelaide (AUS)              | ATP 250            | Cứng               | VĐ                 | 250        | 0        | Rút lui                                                         |
| 14 tháng 1 năm 2024– 28 tháng 1 năm 2024   | Giải quần vợt Úc Mở rộng    | Melbourne (AUS)             | Grand Slam         | Cứng               | VĐ                 | 2000       | 800      | Bán kết (thua trước Jannik Sinner, 1–6, 2–6, 7–6(8–6), 3–6)     |
| 26 tháng 2 năm 2024– 2 tháng 3 năm 2024    | Dubai Tennis Championships  | Dubai (UAE)                 | ATP 500            | Cứng               | BK                 | 180        | 0        | Rút lui                                                         |
| 6 tháng 3 năm 2024– 17 tháng 3 năm 2024    | Indian Wells Open           | Indian Wells (USA)          | Masters 1000       | Cứng               | N/A                | 0          | 50       | Vòng 3 (thua trước Luca Nardi, 4–6, 6–3, 3–6)                   |
| N/A                                        | Srpska Open                 | Banja Luka (BIH)            | ATP 250            | Đất nện            | TK                 | 45         | 0        | Không tổ chức                                                   |
| 7 tháng 4 năm 2024– 14 tháng 4 năm 2024    | Monte-Carlo Masters         | Roquebrune-Cap-Martin (FRA) | Masters 1000       | Đất nện            | V3                 | 90         | 400      | Bán kết (thua trước Casper Ruud, 4–6, 6–1, 4–6)                 |
| 8 tháng 5 năm 2024– 19 tháng 5 năm 2024    | Internazionali BNL d'Italia | Rome (ITA)                  | Masters 1000       | Đất nện            | TK                 | 180        | 50       | Vòng 3 (thua trước Alejandro Tabilo, 2–6, 3–6)                  |
| 20 tháng 5 năm 2024– 26 tháng 5 năm 2024   | Geneva Open                 | Geneva (SUI)                | ATP 250            | Đất nện            | N/A                | 0          | 100      | Bán kết (thua trước Tomáš Macháč, 4–6, 6–0, 1–6)                |
| 26 tháng 5 năm 2024– 9 tháng 6 năm 2024    | Giải quần vợt Pháp Mở rộng  | Paris (FRA)                 | Grand Slam         | Đất nện            | VĐ                 | 2000       | 400      | Tứ kết (rút lui trước Casper Ruud, do chấn thương đầu gối phải) |
| 1 tháng 7 năm 2024– 14 tháng 7 năm 2024    | Wimbledon                   | Luân Đôn (UK)               | Grand Slam         | Cỏ                 | CK                 | 1200       | 1300     | Chung kết (thua trước Carlos Alcaraz, 2–6, 2–6, 6–7(4–7))       |
| 26 tháng 7 năm 2024– 11 tháng 8 năm 2024   | Thế vận hội Mùa hè          | Paris (FRA)                 | Thế vận hội        | Đất nện            | KTC                | N/A        | N/A      | Vô địch (đánh bại Carlos Alcaraz, 7–6(7–3), 7–6(7–2))           |
| 6 tháng 8 năm 2024– 12 tháng 8 năm 2024    | Canadian Open               | Montreal (CAN)              | Masters 1000       | Cứng               | A                  | 0          | 0        | Rút lui                                                         |
| 12 tháng 8 năm 2024– 19 tháng 8 năm 2024   | Cincinnati Open             | Cincinnati (USA)            | Masters 1000       | Cứng               | VĐ                 | 1000       | 0        | Rút lui                                                         |
| 26 tháng 8 năm 2024– 8 tháng 9 năm 2024    | Giải quần vợt Mỹ Mở rộng    | New York (USA)              | Grand Slam         | Cứng               | VĐ                 | 2000       | 100      | Vòng 3 (thua trước Alexei Popyrin, 4–6, 4–6, 6–2, 4–6)          |
| 14 tháng 9 năm 2024– 15 tháng 9 năm 2024   | Davis Cup Nhóm Thế giới     | Belgrade (SRB)              | Davis Cup          | Cứng (trong nhà)   | N/A                | N/A        | N/A      | Giành quyền vào vòng 1 Vòng loại Davis Cup 2025                 |
| 2 tháng 10 năm 2024– 13 tháng 10 năm 2024  | Shanghai Masters            | Thượng Hải (CHN)            | Masters 1000       | Cứng               | N/A                | 0          | 650      | Chung kết (thua trước Jannik Sinner, 6–7(4–7), 3–6)             |
| 28 tháng 10 năm 2024– 3 tháng 11 năm 2024  | Paris Masters               | Paris (FRA)                 | Masters 1000       | Cứng (trong nhà)   | VĐ                 | 1000       | 0        | Rút lui                                                         |
| 10 tháng 11 năm 2024– 17 tháng 11 năm 2024 | ATP Finals                  | Turin (ITA)                 | Tour Finals        | Cứng (trong nhà)   | VĐ                 | 1300       | 0        | Rút lui                                                         |
| Tổng điểm cuối năm                         | Tổng điểm cuối năm          | Tổng điểm cuối năm          | Tổng điểm cuối năm | Tổng điểm cuối năm | Tổng điểm cuối năm | 11245      | 3910     | 7335                                                            |

## Các thành tích trong năm

### Thành tích đối đầu
Novak Djokovic có thành tích thắng–thua 37–9 (80.43%) (80.43%) ở các trận đấu ATP trong mùa giải 2024. Thành tích của anh trước các tay vợt top 10 bảng xếp hạng ATP tại thời điểm diễn ra trận đấu là 2–4 (33.33%) (33.33%). In đậm biểu thị tay vợt được xếp hạng top 10 tại thời điểm ít nhất một lần gặp nhau. Danh sách dưới đây được sắp xếp theo số trận thắng:
- Lorenzo Musetti 4–0
- Roman Safiullin[b] 2–0
- Alexei Popyrin 2–1
- Taylor Fritz 2–0
- Radu Albot 1–0
- Roberto Carballés Baena 1–0
- Francisco Cerúndolo 1–0
- Flavio Cobolli 1–0
- Laslo Djere 1–0
- Matthew Ebden 1–0
- Tomás Martín Etcheverry 1–0
- Jacob Fearnley 1–0
- Tallon Griekspoor 1–0
- Yannick Hanfmann 1–0
- Pierre-Hugues Herbert 1–0
- Dominik Koepfer 1–0
- Vít Kopřiva 1–0
- Jiří Lehečka 1–0
- Adrian Mannarino 1–0
- Jakub Menšík 1–0
- Alex Michelsen 1–0
- Corentin Moutet 1–0
- Rafael Nadal 1–0
- Dino Prižmić 1–0
- Holger Rune 1–0
- Stefanos Tsitsipas 1–0
- Aleksandar Vukic 1–0
- Ioannis Xilas 1–0
- Zhang Zhizhen 1–0
- Carlos Alcaraz 1–1
- Alex de Minaur 1–1
- Tomáš Macháč 0–1
- Luca Nardi 0–1
- Casper Ruud 0–1
- Alejandro Tabilo 0–1
- Jannik Sinner 0–2

* Thống kê chính xác tính đến  ngày 13 tháng 10 năm 2024.

### Thành tích trước các tay vợt top 10 (2–4)
| Thể loại           |
| ------------------ |
| Grand Slam (0–2)   |
| Thế vận hội (1–0)  |
| ATP Finals (0–0)   |
| Masters 1000 (1–2) |
| ATP 500 (0–0)      |
| ATP 250 (0–0)      |

| Chiến thắng theo mặt sân |
| ------------------------ |
| Cứng (1–2)               |
| Đất nện (1–1)            |
| Cỏ (0–1)                 |

| Chiến thắng theo điều kiện |
| -------------------------- |
| Ngoài trời (2–4)           |
| Trong nhà (0–0)            |

| Kết quả | T–B | Tay vợt        | XHĐT | Giải đấu                                           | Mặt sân | Vòng | Tỷ số                   | XHND | Ref    |
| ------- | --- | -------------- | ---- | -------------------------------------------------- | ------- | ---- | ----------------------- | ---- | ------ |
| Thua    | 0–1 | Jannik Sinner  | 4    | Giải quần vợt Úc Mở rộng, Úc                       | Cứng    | BK   | 1–6, 2–6, 7–6(8–6), 3–6 | 1    | [ 19 ] |
| Thua    | 0–2 | Casper Ruud    | 10   | Monte-Carlo Masters, Pháp                          | Đất nện | BK   | 4–6, 6–1, 4–6           | 1    | [ 20 ] |
| Thua    | 0–3 | Carlos Alcaraz | 3    | Wimbledon, Vương quốc Liên hiệp Anh và Bắc Ireland | Cỏ      | CK   | 2–6, 2–6, 6–7(4–7)      | 2    | [ 21 ] |
| Thắng   | 1–3 | Carlos Alcaraz | 3    | Thế vận hội Mùa hè, Pháp                           | Đất nện | CK   | 7–6(7–3), 7–6(7–2)      | 2    | [ 22 ] |
| Thắng   | 2–3 | Taylor Fritz   | 7    | Shanghai Masters, Trung Quốc                       | Cứng    | BK   | 6–4, 7–6(8–6)           | 4    | [ 23 ] |
| Thua    | 2–4 | Jannik Sinner  | 1    | Shanghai Masters, Trung Quốc                       | Cứng    | CK   | 6–7(4–7), 3–6           | 4    | [ 24 ] |

### Các trận chung kết

#### Đơn: 3 (1 danh hiệu, 2 á quân)
| Thể loại               |
| ---------------------- |
| Grand Slam (0–1)       |
| ATP Finals (0–0)       |
| ATP Masters 1000 (0–1) |
| Thế vận hội (1–0)      |
| ATP 500 (0–0)          |
| ATP 250 (0–0)          |

| Danh hiệu theo mặt sân |
| ---------------------- |
| Cứng (0–1)             |
| Đất nện (1–0)          |
| Cỏ (0–1)               |

| Danh hiệu theo điều kiện |
| ------------------------ |
| Ngoài trời (1–2)         |
| Trong nhà (0–0)          |

| Kết quả | T–B | Ngày              | Giải đấu                                           | Thể loại     | Mặt sân | Đối thủ        | Tỷ số              |
| ------- | --- | ----------------- | -------------------------------------------------- | ------------ | ------- | -------------- | ------------------ |
| Thua    | 0–1 | tháng 7 năm 2024  | Wimbledon, Vương quốc Liên hiệp Anh và Bắc Ireland | Grand Slam   | Cỏ      | Carlos Alcaraz | 2–6, 2–6, 6–7(4–7) |
| Thắng   | 1–1 | tháng 8 năm 2024  | Thế vận hội Mùa hè, Pháp                           | Thế vận hội  | Đất nện | Carlos Alcaraz | 7–6(7–3), 7–6(7–2) |
| Thua    | 1–2 | tháng 10 năm 2024 | Shanghai Masters, Trung Quốc                       | Masters 1000 | Cứng    | Jannik Sinner  | 6–7(4–7), 3–6      |

## Tiền thưởng
| Đơn                         |             |            |
| Giải đấu                    | Tiền thưởng | Tổng số    |
| United Cup                  | $293,850    | $293,850   |
| Giải quần vợt Úc Mở rộng    | A$990,000   | $955,665   |
| Indian Wells Open           | $59,100     | $1,014,765 |
| Monte-Carlo Masters         | €274,425    | $1,312,104 |
| Internazionali BNL d'Italia | €51,665     | $1,367,706 |
| Geneva Open                 | €30,220     | $1,400,552 |
| Giải quần vợt Pháp Mở rộng  | €415,000    | $1,851,615 |
| Giải quần vợt Wimbledon     | £1,400,000  | $3,621,915 |
| Giải quần vợt Mỹ Mở rộng    | $215,000    | $3,836,915 |
| Shanghai Masters            | $585,000    | $4,421,915 |
|                             |             | $4,421,915 |
| Tổng số                     |             |            |
|                             |             | $4,421,915 |

 Số liệu bằng đô la Mỹ (USD). 
- nguồn: ATP Tour (đơn)
- nguồn: ATP Tour (đôi)